# لينا مراد
لينا مراد (19 أبريل 1969 -)، ممثلة سورية 

## حياتها ومشوارها المهني
خريجة المعهد العالي للفنون المسرحية بدأت التمثيل بعام 1996  شاركت في 
العديد من الأعمال في الإذاعة والتلفزيون والسينما والمسرح  واعتزلت  المجال الفني بعام 2010.

## أعمالها

### في التلفزيون
| سنة الإنتاج | اسم المسلسل                | الشخصية        |
| ----------- | -------------------------- | -------------- |
| 2010        | سقوط الخلافة               |                |
| 2003        | لغز الجريمة                |                |
| 2003        | الهروب إلى القمة           | (ناديا)        |
| 2002        | السفينة - رحلة 13          |                |
| 2002        | ورود في تربة مالحة         |                |
| 2002        | الوصية                     |                |
| 2001        | الجدار الأسود              |                |
| 1999        | الفوارس                    | (يمامة)        |
| 1999        | أساطير شعبية               |                |
| 1999        | الفصول الأربعة (ج1)        |                |
| 1998        | عيلة أكابر                 |                |
| 1998        | الدرب الشائك               |                |
| 1997        | يوميات جميل وهناء          | (نادية)        |
| 1997        | العوسج                     | (وردة)         |
|             | رحلة زمن                   |                |
|             | أيوب الغضب                 | (ضيفة الحلقات) |
|             | الغريب -فيلم تلفزيوني      |                |
|             | بستان الموت -فيلم تلفزيوني |                |

### في السينما
| سنة الإنتاج | الفيلم     | الشخصية |
| ----------- | ---------- | ------- |
| 2002        | طيف نزار   |         |
| 1997        | نسيم الروح |         |

### في الإذاعة
| سنة الإنتاج | المسلسل       | الشخصية |
| ----------- | ------------- | ------- |
|             | شخصيات وأحداث |         |
|             | ليالي وأحداث  |         |
|             | مجلة التراث   |         |

### في المسرح
| سنة الإنتاج | المسرحية                 | الشخصية |
| ----------- | ------------------------ | ------- |
|             | «ميديا»                  |         |
|             | «عربة ترام اسمها الرغبة» |         |
|             | «بيرما»                  |         |
|             | ريما                     |         |
|             | تخاريف                   |         |
|             | نزوة عاشق                |         |

## روابط خارجية
- لينا مراد على موقع قاعدة بيانات الأفلام العربية